# Fantasy mitico
Il Fantasy mitico è un genere che in qualche modo si è ispirato ai Tropi, ai Temi e ai Simboli del Mito, della Leggenda, del Folclore e della Fiaba. Il termine è accreditato a Charles de Lint e a Terri Windling. Il Fantasy mitico si sovrappone all'Urban fantasy ed i termini sono a volte usati in modo intercambiabile, ma il Fantasy mitico comprende anche opere contemporanee che non rientrano nel contesto dell'Urban fantasy. Il fantasy mitico si riferisce ad opere di letteratura contemporanea che spesso attraversano il divario tra la "Literary fiction" e il Fantasy.
Windling ha promosso il genere come co-editore (con Ellen Datlow) di The Year’s Best Fantasy and Horror, volumi annuali per sedici anni e come editore dell'Endicott Studio Journal of Mythic Arts.
Anche se il Fantasy mitico può essersi liberamente ispirato alla mitologia, usa spesso personaggi mitologici familiari Archetipi (come il Trickster). Quindi è in contrasto con la Mitopoiesi, come le opere di J. R. R. Tolkien.
Un elenco di libri del Fantasy mitico si possono trovare sul sito web della Endicott Studio: “Elenco dei libri del Fantasy mitico”.